# Vera Chirwa
Vera Chirwa Mlangazua, née en 1932, est une juriste malawite et une militante des droits de l'homme. Elle a été la première femme avocate du Malawi. Elle a été également membre fondateur du Parti du congrès du Malawi et de la Ligue des femmes africaines au Nyassaland. Elle a lutté pour la démocratie multipartite au Malawi et a été accusée de complot, jugée et condamnée à mort. Elle a été dans le couloir de la mort pendant trois ans, avec finalement une condamnation transformée en emprisonnement. Elle est restée détenue pendant douze ans dans des conditions difficiles.

## Biographie
Au début des années 1950, Vera Chirwa participe à la formation de la Ligue des femmes de l'Afrique du Nyassaland. Elle est la première femme avocate de Nyassaland, enseignante en droit, et membre fondateur du Parti du Congrès du Malawi en 1959.
Son mari, Orton Chirwa joue lui-aussi un rôle important au Malawi : avocat, il milite pour l’indépendance, participe à la fondation du Parti du Congrès du Malawi, qu'il dirige et qui devient la principale formation politique. Après l'indépendance, il se retire de la candidature à la présidence du nouveau pays au profit de Hastings Kamuzu Banda, et devient ultérieurement ministre de la Justice.   
Le Nyassaland accède à l'indépendance sous le nom de Malawi le 6 juillet 1964. Peu de temps après, en septembre 1964, des divergences fortes apparaissent entre le président Banda et les époux Chirwa qui choisissent de s’exiler. Orton Chirwa devient le chef d'un nouveau parti malawite, le Mouvement pour la liberté du Malawi (MAFREMO), créé en 1977 et basé à Dar es Salam, en Tanzanie, un parti rapidement interdit.
Vera et Orton Chirwa sont enlevés en décembre 1981 par des membres de des forces de sécurité malawites, dans l'est de la Zambie. Leur fils, Fumbani, arrêté en même temps qu'eux, reste sous les verrous pendant deux ans, sans être inculpé. Accusés d'avoir comploté pour renverser Banda (devenu président à vie du Malawi), ils sont condamnés à mort par un tribunal spécial, à la suite d'une parodie de procès, . En 1984, à la suite de pressions internationales, le président Banda commue leur condamnation en emprisonnement à vie. Ils sont détenus dans des conditions inhumaines, privés de soins, sous-alimentés, enfermés au secret dans leurs cellules, enchaînés la nuit, sans contacts,. En 1990, Amnesty International lance une action urgente pour obtenir leur libération. Ils sont déclarés prisonnier d'opinion par cette organisation, et, en France notamment, Jacques Higelin et Coline Serreau tournent pour le couple emprisonné un des trente courts-métrages composant le film Contre l'oubli en 1991. Orton Chirwa meurt en prison le 20 octobre 1992, à soixante-dix ans. Vera Chirwa, âgée de soixante-six ans, n’est pas autorisée à assister aux obsèques mais est libérée quelques mois plus tard, en janvier 1993, pour « des raisons humanitaires » et gagne à nouveau Lusaka, en Zambie.
Elle crée alors une organisation non gouvernementale, Malawi Carer, pour proposer une aide juridique gratuite et des programmes d’éducation pour les femmes, puis s’engage également dans la lutte contre le sida,. En novembre 2000, elle est choisie comme rapporteur sur les prisons et les conditions de détention en Afrique, par la Commission africaine des droits de l'homme et des peuples (CADHP), un organisme de l’Union africaine. Elle visite les prisons dans les États adhérents pour constater les conditions de détention,.
En 2004, à soixante-treize ans, elle tente de se présenter aux élections présidentielles de son pays, expliquant que « les hommes ont trop longtemps dominé la vie politique du Malawi ». Mais cette candidature n’est pas retenue par les forces politiques d’opposition du Malawi.

## Publication
- Fearless Fighter, autobiographie, McMillan Publishing, 2007

## Le prix Vera Chirwa
En 2006, l'université de Pretoria en Afrique du Sud crée un prix Vera Chirwa des droits de l'homme, décerné chaque année à une personnalité, ayant été étudiant de cet établissement, et incarnant le « véritable avocat africain des droits de l'homme » en ayant apporté une contribution significative à la protection des hommes et à la défense de leurs droits. 
Les lauréats :  
- 2006: Melron Nicol-Wilson (Sierra Leone)
- 2007: Nana Oye Lithur (Ghana)
- 2008: Julius Osega (Ouganda)
- 2009: Gabriel Shumba (Zimbabwe)
- 2010: Yoseph Mulugeta (Éthiopie)
- 2011: Thulani Maseko (Swaziland)
- 2012: Monica Mbaru (Kenya)
- 2012: Lilian Chenwi (Cameroun)
- 2013: Augustin Kounkiné Somé (Burkina Faso)
- 2014: Leda Hasila Limann (Ghana)
- 2015: Christopher Mbazira et Salima Namusobya (Ouganda)